# Untersulzbachtörl
Untersulzbachtörl är ett bergspass i Österrike.   Det ligger i distriktet Zell am See och förbundslandet Salzburg, i den centrala delen av landet, 300 km väster om huvudstaden Wien. Untersulzbachtörl ligger 2 841 meter över havet.
Terrängen runt Untersulzbachtörl är bergig. Närmaste större samhälle är Matrei in Osttirol, 19,5 km sydost om Untersulzbachtörl. 
Trakten runt Untersulzbachtörl består i huvudsak av gräsmarker. Runt Untersulzbachtörl är det ganska glesbefolkat, med 26 invånare per kvadratkilometer.